# Joblingia schmidti
Joblingia schmidti är en tvåvingeart som beskrevs av Dybas och Wenzel 1947. Joblingia schmidti ingår i släktet Joblingia och familjen lusflugor. Inga underarter finns listade i Catalogue of Life.